# Monitor ERP Arena
Monitor ERP Arena (v letech 2014–2019 Gavlerinken Arena, v letech 2006–2014 Läkerol Arena a předtím Gavlerinken) je ledová hala v Gävle. Aréna je domovskou arénou hokejového týmu Brynäs IF. Další místní týmy Gävle GIK a Strömsbro IF také mají nebo měli stadion jako svou domácí arénu. 
Monitor ERP Arena se nachází vedle dalších stadionů Gunder Häggstadion, GTK Hallen, Gavlevallen a multiarény Gavlehovshallen, která obsahuje tři haly, Alfahallen, Novahallen a Omegahallen.

## Historie
Stadion byl slavnostně otevřen 28. září 1967 jako náhrada za starý zimní stadion Gävle, kde bylo místo pro 9 062 diváků – z těchto míst však byla pouze 3 200 míst na sezení. Rekord v počtu diváků – 9 062, byl překonán 4. listopadu téhož roku v utkání proti Frölundě. Aréna byla po etapách přestavěna a navýšena o místa na sezení na úkor míst k stání, čímž se v roce 1995 snížila kapacita diváků na 6 232 lidí.   
Arénu koupil v roce 2005 od obce Gävle domácí tým Brynäs IF a v polovině roku 2006 byla přestavěna za přibližně 160 milionů SEK společností Skanska. V souvislosti s rekonstrukcí koupila práva na pojmenování mezinárodní cukrovinková společnost Leaf a aréna se proto přejmenovala na Läkerol Arena.
Dne 3. června 2014 se obec Gävle stala hlavním partnerem Brynäs IF na základě smlouvy. V rámci spolupráce magistrát koupil práva na pojmenování arény a přejmenoval ji na Gavlerinken Arena. 
Dne 20. září 2019 byl název změněn na Monitor ERP Arena na základě sponzorské smlouvy s firmou Monitor ERP System. 

## Události
- V letech 1994, 1996 a 1998 se v aréně konala ledová revue World on Ice od Walta Disneyho.
- V roce 2004 se v aréně konal Světový pohár v curlingu.
- V roce 2016 byla v aréně uspořádána čtvrtá část Melodifestivalenu.